# Die unwürdige Greisin (1985)
Die unwürdige Greisin ist ein 1985 geschaffener Film des Fernsehens der DDR von Karin Hercher nach der gleichnamigen Erzählung von Bertolt Brecht aus dem Jahr 1939.

## Handlung
Die 72-jährige Frau M. hatte in den 1910er Jahren ihren Mann beerdigt, den sie ihr Leben lang gehegt und gepflegt hatte. Sie bewirtschaftete das Haus und versorgte ihre fünf Kinder, die von sieben Geburten am Leben geblieben waren, bis sie auszogen. Nun, nach dem Tod ihres Mannes bewohnte sie das Haus nur noch allein. Vier der Kinder zogen in die Welt hinaus, nur der jüngste Sohn blieb im Städtchen wohnen, lernte Buchdrucker und hatte eine viel zu große Familie. Da ihm seine Wohnung zu klein wurde, kam er auf die Idee, zu seiner Mutter zu ziehen, da dort ja jetzt viel Platz war. Doch damit war sie nicht einverstanden, da sie beschlossen hatte, die letzten Jahre ihres Lebens selbstbestimmt zu gestalten.
Von ihren Kindern wollte sie nur eine kleine finanzielle Unterstützung, denn der Verkauf der Werkstatt ihres Mannes erbrachte nicht viel Gewinn. Sie begann nun ihr Leben völlig neu zu ordnen. Zweimal in der Woche ging sie, die ihr Leben lang gekocht und immer nur die Reste gegessen hatte, in die Gaststätte zum Mittagessen. Hier freundete sie sich mit der jungen Küchengehilfin an, mit der sie weiterhin ihre Zeit verbrachte. Um dieser eine Freude zu bereiten, kaufte sie ihr im Hutgeschäft des Ortes das schönste Exemplar, das im Laden vorhanden war und welches das Mädchen von nun an nicht mehr absetzen wollte, auch nicht im Kino, in das sie nun öfter gemeinsam gingen. Frau M. besuchte auch nicht die Kaffeekränzchen im Städtchen, sondern ging lieber mit ihrer jungen Freundin zum Flickschuster, der allerdings keinen guten Ruf hatte, da der viel Besuch von jungen Damen bekam, in seinem Hinterzimmer viel getrunken wurde und sich dort auch die Anhänger der SPD trafen, um die Zeitung Vorwärts zu lesen. Sie leisteten sich eine erste Fahrt mit einer Breeg und gingen auf eine Galopprennbahn, wo sie sogar eine Wette auf die Pferde abgaben.
Dieses von ihr geführte Leben stieß bei dem in der Nähe wohnenden Sohn auf Widerspruch und die Spießbürger ihres wilhelminischen Städtchens, die mit teils verwunderten und teils belustigtem Unverständnis auf sie blickten und Frau M. brachte sie dadurch gegen sich auf. In ihren letzten Lebensjahren gönnte sie sich ein wenig von dem, was sie sich sieben Jahrzehnte hatte versagen müssen. Auch der Pfarrer konnte sie nicht mehr von ihrem Weg abbringen. Die Greisin verstarb ganz unvermittelt im Alter von 74 Jahren.

## Produktion
Das Szenarium stammt von Karin Hercher und für die Dramaturgie war Gerhard Schubert verantwortlich. Die Außenaufnahmen wurden in der Stadt Buckow (Märkische Schweiz) gedreht.
Die Erstausstrahlung, des auf ORWO-Color geschaffenen Films, erfolgte am 11. Februar 1985 im 2. Programm des Fernsehens der DDR.

## Kritik
„Das Ganze hatte den Charakter einer behutsamen Dokumentation, festgehalten insbesondere über einprägsame Gesichter, erläutert weitgehend nur durch den originalen Text Brechts, der von einem Buben eingesprochen wurde.“